# Claudine Rinner
Claudine Rinner   (1965) és una astrònoma aficionada francesa d'Ottmarsheim, Gran Est (França). És observadora a l'Observatori d'Ottmarsheim (cod. 224) i descobridora de planetes menors i cometes, que va rebre el premi Edgar Wilson pels seus descobriments.

## Carrera professional
Participant al Morocco Oukaimeden Sky Survey (MOSS), Rinner va descobrir tres cometes mitjançant un telescopi robòtic de 0,5 metres a l'Observatori Oukaïmeden situat al Marroc. Va guanyar el premi Edgar Wilson 2013 per descobrir tres cometes que van ser designats 373P/Rinner (P/2011 W2), C/2012 CH17 (MOSS) i 281P/MOSS (P/2013 CE31). El Minor Planet Center també atribueix a Rinner el descobriment de més de 100 planetes menors des del 2004, inclosos diversos co-descobriments amb François Kugel (vegeu la llista a continuació).

### Premis i reconeixements
L'asteroide 23999 Rinner, descobert per l'astrònom aficionat francès Laurent Bernasconi el 1999, va rebre el seu nom en honor seu. El Minor Planet Center va publicar el MoMP oficial el 21 de juliol de 2005 (M.P.C. 54566).
El 2020, ella i Michel Ory van rebre conjuntament el premi Dorothea Klumpke – Isaac Roberts de la Société astronomique de France.

## Llista de planetes menors descoberts
Alguns dels descobriments de Claudine Rinner es van fer en col·laboració amb 1  François Kugel
| 90533 Laurentblind    | 28 de març de 2004     | MPC |
| 120375 Kugel          | 10 d'agost de 2005     | MPC |
| 128627 Ottmarsheim    | 6 de setembre de 2004  | MPC |
| 133892 Benkhaldoun    | 7 de setembre de 2004  | MPC |
| 145566 Andreasphilipp | 25 de juliol de 2006   | MPC |
| 152320 Lichtenknecker | 27 d'octubre de 2005   | MPC |
| (152472) 2005 WZ3     | 23 de novembre de 2005 | MPC |
| 157541 Wachter        | 27 d'octubre de 2005   | MPC |
| 158913 Kreider        | 9 de setembre de 2004  | MPC |
| 164587 Taesch         | 17 de juliol de 2007   | MPC |

| (168127) 2006 GC3   | 6 d'abril de 2006     | MPC |
| (175402) 2006 OL10  | 25 de juliol de 2006  | MPC |
| (178014) 2006 RG    | 1 de setembre de 2006 | MPC |
| 184318 Fosanelli    | 2 d'abril de 2005     | MPC |
| (185309) 2006 UN291 | 27 d'octubre de 2006  | MPC |
| 196945 Guerin       | 26 d'octubre de 2003  | MPC |
| (197872) 2004 RK8   | 6 de setembre de 2004 | MPC |
| (198897) 2005 UZ7   | 26 d'octubre de 2005  | MPC |
| (198973) 2005 VO3   | 6 de novembre de 2005 | MPC |
| (198974) 2005 VN4   | 6 de novembre de 2005 | MPC |

| (199633) 2006 GF3  | 7 d'abril de 2006      | MPC |
| 200020 Cadi Ayyad  | 14 de juliol de 2007   | MPC |
| 214485 Dupouy      | 26 d'octubre de 2005   | MPC |
| (221175) 2005 UR7  | 26 d'octubre de 2005   | MPC |
| (227337) 2005 UH8  | 27 d'octubre de 2005   | MPC |
| (227749) 2006 HG58 | 21 d'abril de 2006     | MPC |
| (229441) 2005 UJ8  | 27 d'octubre de 2005   | MPC |
| (229504) 2005 WA4  | 23 de novembre de 2005 | MPC |
| (236492) 2006 GG3  | 7 d'abril de 2006      | MPC |
| (245552) 2005 UF8  | 27 d'octubre de 2005   | MPC |

| (255072) 2005 UP8   | 27 d'octubre de 2005   | MPC |
| (261214) 2005 UO7   | 26 d'octubre de 2005   | MPC |
| (262587) 2006 VD95  | 15 de novembre de 2006 | MPC |
| (277936) 2006 OO    | 18 de juliol de 2006   | MPC |
| (280813) 2005 UQ7   | 26 d'octubre de 2005   | MPC |
| (280879) 2005 WB4   | 23 de novembre de 2005 | MPC |
| (281069) 2006 OO10  | 25 de juliol de 2006   | MPC |
| (290773) 2005 VL3   | 6 de novembre de 2005  | MPC |
| (290774) 2005 VM4   | 6 de novembre de 2005  | MPC |
| (295790) 2008 UP255 | 6 de setembre de 2004  | MPC |

| (308507) 2005 US7  | 26 d'octubre de 2005   | MPC     |
| (309208) 2007 HZ14 | 22 d'abril de 2007     | MPC     |
| (311402) 2005 UU7  | 26 d'octubre de 2005   | MPC     |
| (318903) 2005 UQ8  | 27 d'octubre de 2005   | MPC     |
| (354758) 2005 UB8  | 26 d'octubre de 2005   | MPC     |
| 355022 Triman      | 31 d'agost de 2006     | MPC     |
| 355029 Herve       | 1 de setembre de 2006  | MPC     |
| (358482) 2007 RL   | 1 de setembre de 2007  | MPC [1] |
| (360008) 2012 YR   | 12 de setembre de 2007 | MPC [1] |
| (363952) 2005 UE8  | 27 d'octubre de 2005   | MPC     |

| (367066) 2006 OP10 | 25 de juliol de 2006   | MPC     |
| (371386) 2006 RE   | 1 de setembre de 2006  | MPC     |
| (371568) 2006 VC95 | 15 de novembre de 2006 | MPC     |
| (376516) 2012 LH8  | 9 d'agost de 2007      | MPC [1] |
| (391057) 2005 UW7  | 26 d'octubre de 2005   | MPC     |
| (397027) 2005 UM8  | 27 d'octubre de 2005   | MPC     |
| (417130) 2005 VO4  | 7 de novembre de 2005  | MPC     |
| (440793) 2006 OK10 | 25 de juliol de 2006   | MPC     |
| (475017) 2005 UC8  | 26 d'octubre de 2005   | MPC     |
| (475781) 2006 XU1  | 10 de desembre de 2006 | MPC     |